# Superman és Batman (film)
A Superman és Batman (eredeti cím: Superman / Batman: Apocalypse) amerikai 2D-s számítógépes animációs film, amely eredetileg DVD-n jelent meg 2010-ben. A forgatókönyvet Tab Murphy, Jeph Loeb, Michael Turner, Bob Kane, Jerry Siegel, Joe Shuster, William M. Marston és Jack Kirby írta, Lauren Montgomery rendezte, a zenéjét John Paesano szerezte, a producer Lauren Montgomery, Bobbie Page és Bruce Timm, a főszerepben Tim Daly, Kevin Conroy és Summer Glau hangja hallható. A Warner Bros. Animation, a Warner Premiere és a DC Comics készítette.
Amerikában 2010. szeptember 28-án adta ki DVD-n a Warner Home Video, Magyarországon 2015. május 25-én az RTL Klubon vetítették le a televízióban.

## Szereplők
| Szereplő                    | Eredeti hang          | Magyar hang       |
| --------------------------- | --------------------- | ----------------- |
| Superman / Clark Kent       | Tim Daly              | Megyeri János     |
| Batman                      | Kevin Conroy          | Jakab Csaba       |
| Kara / Supergirl            | Summer Glau           | Kelemen Kata      |
| Darkseid                    | Andre Braugher        | Vass Gábor        |
| Jóságos Nagyi               | Edward Asner          | Uri István        |
| Csodanő                     | Susan Eisenberg       | Törtei Tünde      |
| Big Barda                   | Julianne Grossman     | Szórádi Erika     |
| Rádióba telefonáló férfi #1 | John Cygan            | ?                 |
| Szakállas dokkmunkás        | Dave Mitchell         | ?                 |
| Lyla                        | Rachel Quaintance     | ?                 |
| Stompa                      | Andrea Romano         | ?                 |
| Gilotina                    | Salli Saffioti        | ?                 |
| Rádióba telefonáló nő #2    | Tara Strong           | ?                 |
| Rádió DJ                    | Jim Ward              | ?                 |
| Rémült dokkmunkás           | Gregory Alan Williams | ?                 |
| Rádióba telefonáló nő #1    | April Winchell        | ?                 |
| További szereplők           | –                     | Sipos Eszter Anna |

## Televíziós megjelenések
RTL Klub 